# 山陰電気
山陰電気株式会社（さんいんでんき）は、明治末期から大正にかけて存在した日本の電力会社である。中国電力ネットワーク管内にかつて存在した事業者の一つ。
現在の鳥取県米子市にあった電力会社で、米子市を中心とする鳥取県西部ならびに西に接する島根県安来市などを供給区域とした。開業は1909年（明治42年）。1926年（大正15年）に広島県の広島電気と合併し解散した。

## 沿革

### 設立と開業
1894年（明治27年）、岡山で岡山電灯、広島で広島電灯（後の広島電気）が相次いで開業し、中国地方でも電気事業が始まった。山陰側でも1895年（明治28年）10月に島根県松江市にて松江電灯が開業する。鳥取県でも同じ時期、東部の鳥取市と西部の西伯郡米子町（1927年市制施行）でそれぞれ電気事業の起業に向けた動きがあった。

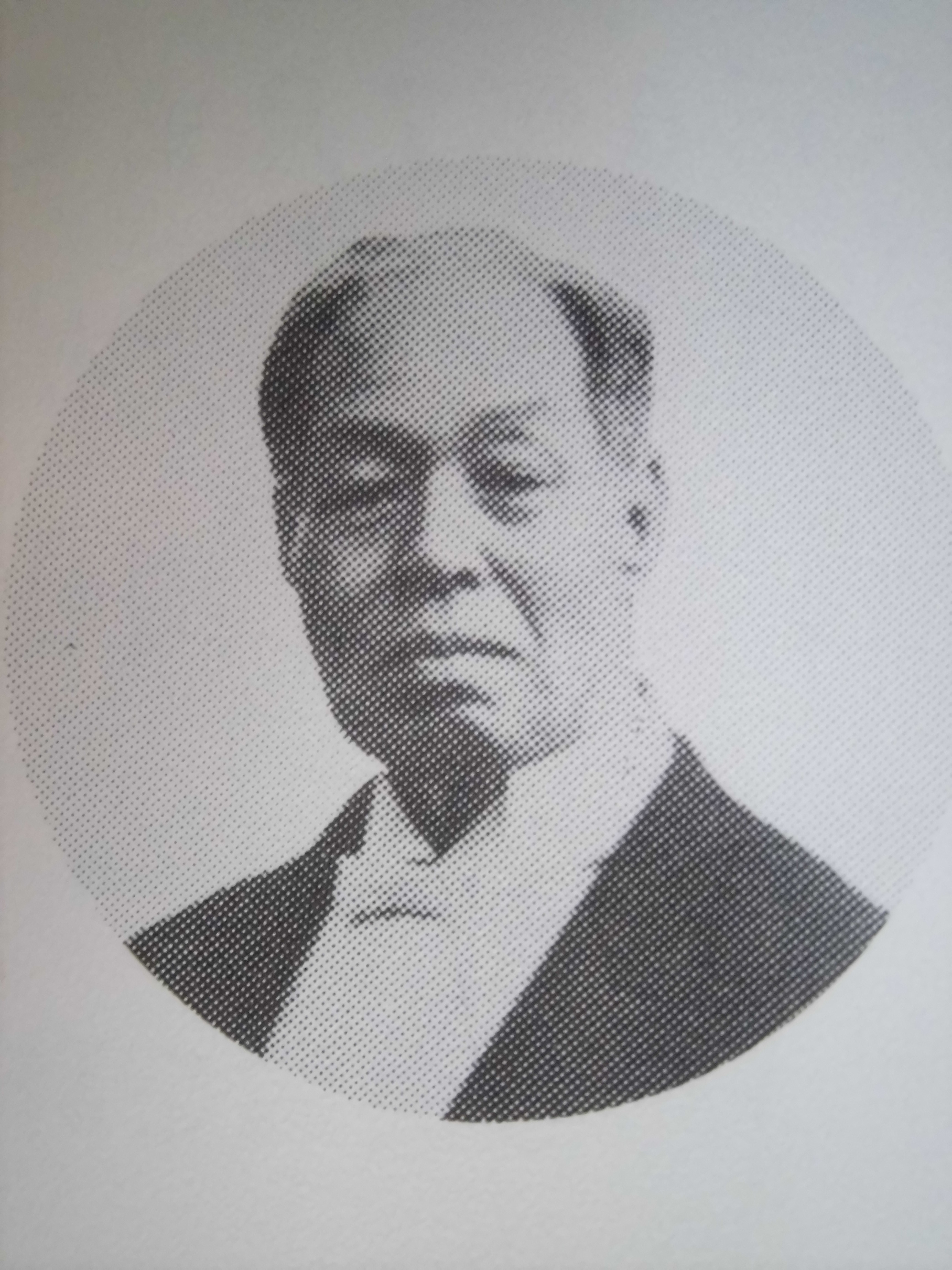
山陰電気初代社長坂口平兵衛

米子での電気事業を目指す動きは、地元の有力者門脇重雄が愛知県岡崎の人物とともに起業を目指し1896年（明治29年）ごろに活動したのが最初という。また、あるとき工学者田辺朔郎が県内の東郷温泉を訪れたため、町の有力者坂口平兵衛・野坂茂三郎・稲田秀太郎らが田辺と面会して起業について相談したこともあった。これらの動きは機が熟さずただちに起業には繋がらなかったが、日露戦争後の起業ブームの中で芝浦製作所（現・東芝）の仲介で発電所の位置決定など準備が進行する。1906年（明治39年）7月には事業出願し、翌1907年（明治40年）9月その許可を得て、同年12月21日、山陰電気株式会社の設立に至った。
山陰電気の発起人は坂口平兵衛・野坂茂三郎・稲田秀太郎・門脇重雄・船越清太郎に坂口の一族2人（豊蔵・武市）を加えた計7人。その中から坂口平兵衛が社長、坂口武市と門脇が常務取締役に就いた。また渡辺駛水が米子町長から山陰電気支配人に転じた。設立時の資本金は20万円で、全4000株のうち1200株を公募しており、設立時は800株を持つ坂口平兵衛を筆頭に合計150人の株主がいた。最初の本社は米子町尾高町2520番地に置かれた。
山陰電気では当初、電源となる水力発電所を日野川支流俣野川や斐伊川水系伯太川（島根県）に計画し水利権を申請したが、精査の結果どちらも不適当と判明し、日野川本流での発電所建設へと計画を改め1907年9月に水利権を出願した。発電所は会社設立と同じ同年12月に着工。水路トンネルの難工事のため工期が伸びたが、1909年（明治42年）7月に土木工事、同年10月電気工事がそれぞれ完了した。発電所は「旭発電所」といい、日野郡旭村大字荘（現・伯耆町荘）に立地。芝浦製作所製の水車・三相交流発電機1台を備え、250キロワットの出力を送電するため米子変電所までの約17.5キロメートルに送電線が敷かれた。
発電所竣工を受け、山陰電気は米子町内と成実村大字西大谷（米子駅前にあたる）・福米村大字米原（後藤駅前にあたる）、さらに島根県能義郡安来町（現・安来市）を供給区域として1909年10月16日に開業した。鳥取県内では1907年5月に鳥取市で開業した鳥取電灯に続く2番目の電気事業となった。

### 松江進出の失敗
山陰電気の事業は電灯需要家約2000戸・灯数4000灯余り（1909年末時点）で始まる。その後全国的に電気の普及が進む中で順調に供給成績を伸ばし、電灯供給は1913年（大正2年）に5000戸・1万灯を超えた。また1910年（明治43年）から開業した動力用電力の供給も精米・精麦用を主体に需要家を獲得し、1912年（大正元年）には銅山（宝満山鉱山）への大口供給も始まった。これらの供給増に伴い、1911年（明治44年）2月に旭発電所の発電機を1台増設し発電所出力を500キロワットへと増強している。同年6月には倍額増資を行い資本金を40万円に引き上げた。増資の目的は、借入金の整理と、松江市内への送配電設備建設の資金調達にあった。
山陰電気による松江市内への供給は、開業当初から電力供給に限り行われていた。当時すでに松江電灯があり、同社が松江市内の供給にあたっていたが、電源が小規模な火力発電所しかないため限られた供給力を電灯供給に向けて1909年に電力供給を中止していた。その穴を山陰電気が埋めたのであるが、山陰電気はさらに1910年5月30日付で松江市内における電灯供給の許可も取得した。こうした山陰電気の松江進出の動きを、松江電灯は深刻な脅威であるととらえた。その理由は、料金の大きな格差にあった。
水力発電を電源とする山陰電気の電灯料金は、10燭灯で月額60銭、16燭灯で月額85銭であった。一方、火力発電を電源とする松江電灯は燃料石炭価格の高騰もあって1906年に10燭灯で月額1円50銭、16燭灯で月額1円80銭という全国的に見ても高い電灯料金に改定していた。山陰電気の進出に対し、松江電灯では同社からの受電を試み1910年初頭より交渉を持つが、両社が主張する供給料金に大きな開きがあり契約成立に至らなかった。次いで5月に山陰電気が松江市内における電灯供給許可を得ると、松江電灯は同年10月より対抗措置として電灯料金を半額に引き下げた。さらに翌1911年には斐伊川での水力発電に着手し、1912年（大正元年）9月に出力920キロワットの北原発電所を竣工させた。
短期間で松江電灯が水力発電への転換を実現したことで、山陰電気の松江進出は抑止された。結局、北原発電所竣工に先立つ1912年5月23日付で両社間に営業に関する協定が成立する。協定により、松江電灯が向こう20年にわたって半年ごとに1125円（総額4万5000円）を山陰電気に支払うのと引き替えに、山陰電気は松江市内ならびに隣接する八束郡津田村・乃木村で電灯・電力供給を一切しないこととなった。

### 周辺事業者の統合
1919年（大正8年）2月、山陰電気は2番目の発電所として日野川に出力1,000キロワットの江尾発電所を新設した。所在地は日野郡江尾村（現・江府町）で、既設旭発電所の上流側にあたる。次いで旭発電所の水路拡張・設備更新工事に着手し、1921年（大正10年）5月に出力を500キロワットから2,000キロワットへと増強する。さらに1925年（大正14年）11月には、最初の火力発電所として米子町灘町に出力1,000キロワットの米子発電所を新設している。
発電力増強の一方、供給面でも1920年代に入ると周辺事業者の相次ぐ統合による供給区域拡大がみられた。統合した事業者は、1921年から1924年（大正13年）までの4年間で6社に及ぶ。その6社の概要は以下の通り。
御来屋電気株式会社
1921年5月14日付で合併。西伯郡御来屋町（現・大山町）の会社で、1915年10月に設立、翌1916年4月21日に開業した。初め小規模な水力発電により配電したが、供給区域の拡大に伴い1918年10月倉吉電気からの受電に転換している。1920年末時点で電灯4394灯・電力88キロワットを供給した。合併時の資本金は10万円。
法勝寺水力電気株式会社
1921年9月27日付で合併。西伯郡法勝寺村（現・南部町）の会社で、1917年6月に設立、翌1918年12月26日に開業した。日野川水系法勝寺川に水利権を得ていたものの山陰電気からの受電を電源とした。1920年末時点で電灯2317灯・電力2キロワットを供給した。合併時の資本金は10万円。
大高水力電気株式会社
法勝寺水力電気と同時に合併。西伯郡大高村（現・米子市）の会社で、1916年12月に設立、翌1917年8月2日に開業した。当初は栗谷川の小水力発電所を電源としたが1918年9月に洪水で流出したため山陰電気からの受電に転換する。翌年9月に本宮発電所を新設したが受電は継続された。1920年末時点で電灯2412灯・電力12キロワットを供給する。合併時の資本金は10万円。
根雨電気株式会社
1923年11月8日付で合併。日野郡根雨町（現・日野町）の会社。元々根雨町では山陰電気が直接供給する予定であったが、町で木材乾留工場を経営する近藤寿一郎が供給権を1000円で買収、1915年5月に根雨電気を立ち上げて同年7月15日より供給を始めた。電源は当初、近藤が経営する乾留工場の自家発電所より受電したが、1918年1月日野村大字津地（現・日野町津地）に自社の水力発電所（津地発電所、使用河川は日野川で出力42.5キロワット）を建設した。1922年末時点では電灯3009灯・電力29キロワットを供給する。合併時の資本金は10万円。
戸川電気株式会社
1924年5月28日付で合併。既存の山陰電気供給区域からは離れた、島根県中部の邑智郡内11村に供給していた会社。1921年12月に設立され、4日より広島電気からの受電によって供給を開始した。1923年末時点では電灯4582灯を供給していた。
島後電気株式会社
1924年7月に事業を買収。島根県の離島・隠岐諸島にあった事業者の一つで、周吉郡東郷村（現・隠岐郡隠岐の島町）に所在。東郷村など島後の南東部を供給区域とした。設立は1920年2月、開業は翌1921年3月。内燃力発電（ガス力発電）を電源とし1923年末時点では電灯484灯を供給した。
ただし翌1925年6月1日付で隠岐電気が設立され、旧島後電気の区域は山陰電気から同社へと移された。その後隠岐電気は同年11月隠岐電灯（1912年11月開業）も合併している。隠岐の事業者ながら本社は米子に置かれ、社長は当時山陰電気常務の坂口武市が兼ねた。
以上の度重なる合併と、1917年・1920年・1923年の3度にわたり行われた増資によって、山陰電気の資本金は最終的に610万円となった（増資で430万円増・合併で140万円増）。供給成績についても大きく伸長しており、1926年（大正15年）上期の供給成績は電灯数10万5,712灯、一般電力供給1,833馬力（約1,367キロワット）、電気事業者に対する電力供給1,284キロワットに及んだ。

### 広島電気への合併
1926年1月15日、山陰電気は広島県の電力会社広島電気株式会社との間に合併契約を締結した。この広島電気は、広島電灯・広島呉電力の合併により1921年8月に成立した中国地方最大の電力会社である。
広島県の大部分を供給区域としていた広島電気は、山陰両県を全面的に勢力圏を収める構想の第一段階として山陰電気の合併を狙った。山陰電気は1920年上期より年率15パーセントという高配当を継続中で、好成績を背景に自社に有利な合併条件を求めたため、合併交渉は難航し2度の決裂を経て3度目でようやく妥結に至った。その合併条件は、存続会社の広島電気は合併に伴い資本金を610万円増加し、新株12万2000株を解散する山陰電気の株主に対し持株1株につき1株の割合で分配するとともに、別途1株あたり48円87銭（持株が額面50円全額払込済みの場合）ないし12円22銭（持株が12円50銭払込の場合）の交付金を配布する、というものであった。なお、山陰電気では1925年12月に坂口平兵衛に代わってその養嗣子である坂口豊蔵が社長に就任していたが、合併交渉は主として平兵衛が担当した。
1926年8月18日、広島電気と山陰電気の合併が成立し、山陰電気は解散した。合併に伴い広島電気では米子に山陰支社を開設する（1935年6月米子支店に改組）。また山陰電気から坂口豊蔵・坂口武市の2名が広島電気の取締役に加わった。1年後の1927年（昭和2年）12月、広島電気は境港の境電気と倉吉の倉吉電気を合併し、鳥取県西部での勢力を拡大する。以後、鳥取県西部一帯は太平洋戦争下の配電統制まで広島電気による供給が続くことになる。

### 年表
以下、『中国地方電気事業史』巻末年表を典拠とする。
- 1907年（明治40年）
  - 9月27日 - 発起人に対し電気事業経営許可。
  - 12月21日 - 山陰電気株式会社設立。資本金20万円。初代社長坂口平兵衛。
- 1909年（明治42年）
  - 10月16日 - 開業。電源は旭発電所（出力250キロワット）。
- 1911年（明治44年）
  - 2月 - 旭発電所の発電機を増設、出力500キロワットに。
  - 6月1日 - 資本金を40万円へ増資。
- 1917年（大正6年）
  - 3月20日 - 100万円へ増資。
- 1919年（大正8年）
  - 2月 - 江尾発電所（出力1,000キロワット）運転開始。
- 1920年（大正9年）
  - 4月6日 - 200万円へ増資。
- 1921年（大正10年）
  - 5月 - 旭発電所の設備を更新、出力2,000キロワットに。
  - 5月14日 - 御来屋電気を合併、資本金210万円に。
  - 9月27日 - 法勝寺水力電気・大高水力電気を合併、資本金230万円に。
- 1923年（大正12年）
  - 4月10日 - 500万円へ増資。
  - 11月8日 - 根雨電気を合併、資本金510万円に。
- 1924年（大正13年）
  - 5月28日 - 戸川電気を合併、資本金610万円に。
  - 7月 - 島後電気より事業を譲り受ける。
- 1925年（大正14年）
  - 6月1日 - 旧島後電気区域を分割し隠岐電気を設立。
  - 11月 - 米子発電所（出力1,000キロワット）竣工。
  - 12月21日 - 2代目社長に坂口豊蔵就任。
- 1926年（大正15年）
  - 8月18日 - 広島電気との合併成立、山陰電気は解散。

## 供給区域一覧
1925年末時点における山陰電気の電灯・電力供給区域は以下の通り。
| 鳥取県            | 鳥取県 |
| ----------------- | --- |
| 西伯郡 （39町村） | 米子町・車尾村・福生村・福米村・加茂村・住吉村・彦名村・夜見村・富益村・和田村・崎津村・成実村・尚徳村・五千石村・春日村・巌村・県村・大高村・大和村・淀江町・宇田川村（現・米子市）、 日吉津村、 天津村・大国村・法勝寺村・上長田村・東長田村・賀野村・手間村（現・南部町）、 幡郷村・大幡村（現・伯耆町）、 大山村・高麗村・所子村・庄内村・名和村・御来屋町・光徳村・逢坂村（現・大山町） |
| 東伯郡 （5町村）  | 下中山村・上中山村（現・西伯郡大山町）、 安田村・成美村・以西村（現・琴浦町） |
| 日野郡 （18町村） | 八郷村・溝口村・日光村・旭村・二部村（現・西伯郡伯耆町）、 江尾村・米沢村・神奈川村（現・江府町）、 根雨町・日野村・黒坂村（現・日野町）、 大宮村・阿毘縁村・山上村・日野上村・石見村・福栄村・多里村（現・日南町） |
| 島根県            | |
| 能義郡 （16町村） | 郡内全町村（現・安来市） |
| 八束郡 （4村）    | 意東村・揖屋村・出雲郷村・竹矢村（現・松江市） |
| 邑智郡 （11村）   | 矢上村・日和村・日貫村・市木村・中野村・井原村・田所村・出羽村・高原村・阿須那村（現・邑南町）、布施村（現・邑南町・美郷町） |

## 発電所一覧
広島電気との合併直前、1926年5月末時点における山陰電気の発電所は以下の4か所・総出力4,042.5キロワットであった。4か所とも鳥取県側に位置する。
| 発電所名 | 種類 | 出力 (kW) | 所在地・河川名                                | 運転開始年月 | 備考                                                |
| -------- | ---- | --------- | --------------------------------------------- | ------------ | --------------------------------------------------- |
| 津地     | 水力 | 42.5      | 日野郡日野村（現・日野町） （河川名：日野川） | 1918年1月    | 根雨電気が建設                                      |
| 江尾     | 水力 | 1,000     | 日野郡江尾村（現・江府町） （河川名：日野川） | 1919年2月    | 中国電力により1977年7月廃止                         |
| 旭       | 水力 | 2,000     | 日野郡旭村（現・伯耆町） （河川名：日野川）   | 1909年10月   | 1921年5月の改修までは出力500kW 現・中国電力旭発電所 |
| 米子     | 汽力 | 1,000     | 西伯郡米子町（現・米子市）                    | 1925年11月   |                                                     |